# Zdeněk Valeš
Zdeněk Valeš (Pardubice, 1925. március 5. – ?, 1992) cseh nemzetközi labdarúgó-játékvezető.

## Pályafutása
A Csehszlovák labdarúgó-szövetség Játékvezető Bizottsága (JB) terjesztette fel nemzetközi játékvezetőnek, a Nemzetközi Labdarúgó-szövetség (FIFA) bíróinak keretébe. Több nemzetek közötti válogatott- és klubmérkőzést vezetett. A csehszlovák nemzetközi játékvezetők rangsorában, a világbajnokság-Európa-bajnokság sorrendjében többedmagával a 14. helyet foglalja el 2 találkozó szolgálatával.

## Statisztika

### Nemzetközi válogatott mérkőzései
| #  | Dátum                | Helyszín                        | Hazai       | Eredmény | Vendég      | Kiírás       | Gólok | Esemény |
| -- | -------------------- | ------------------------------- | ----------- | -------- | ----------- | ------------ | ----- | ------- |
| 1. | 1965. szeptember 19. | Luxembourg, Stade Municipal     | Luxemburg   | 2 – 5    | Jugoszlávia | vb-selejtező | -     |         |
| 2. | 1966. október 16.    | Szaloniki, Kaftanzogliu-stadion | Görögország | 2 – 1    | Finnország  | Eb-selejtező | -     |         |
|    | Összesen             |                                 |             | 2        | mérkőzés    |              |       |         |